# Allgäu

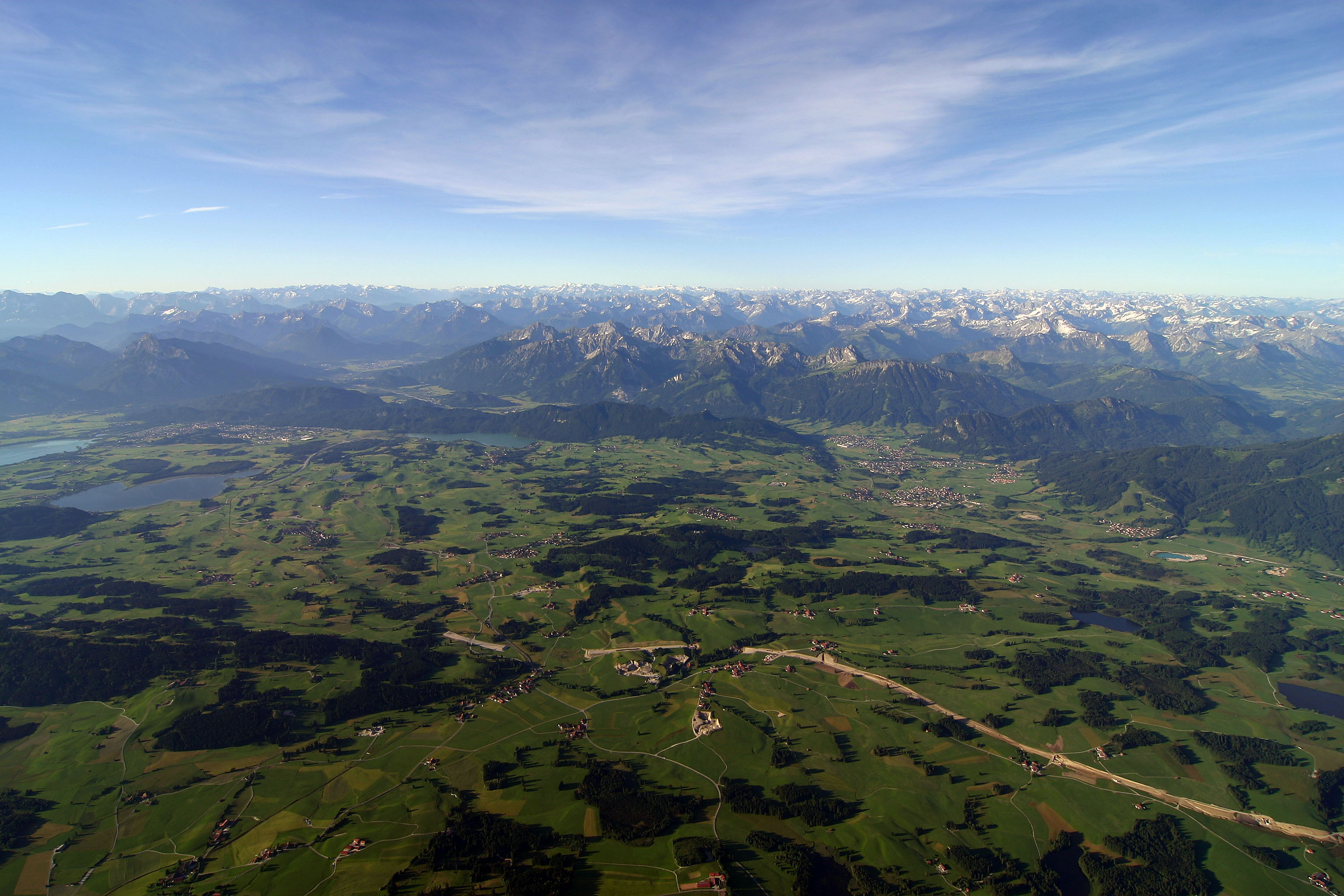
Panorama Allgäu

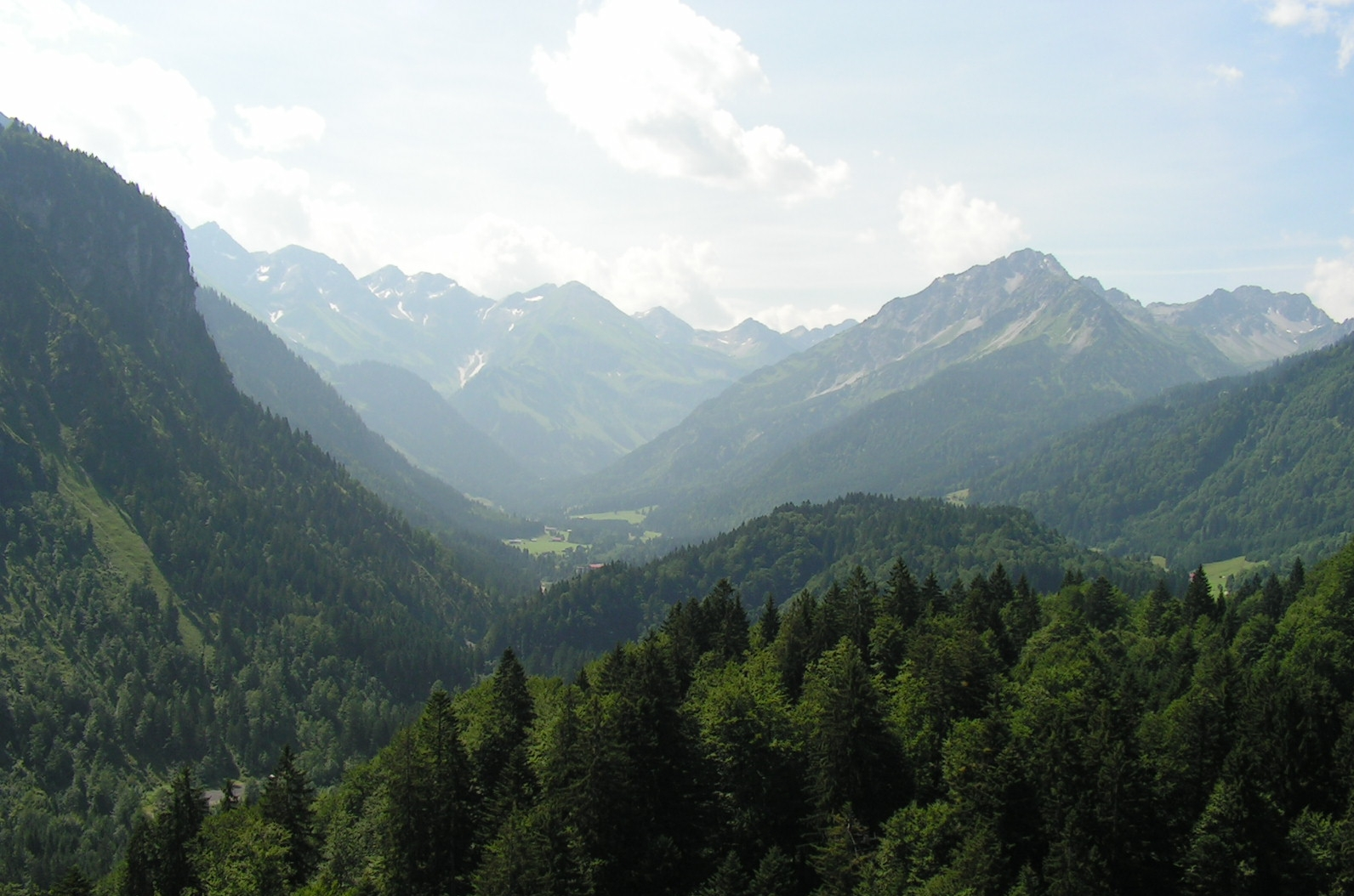
Alpy Algawskie

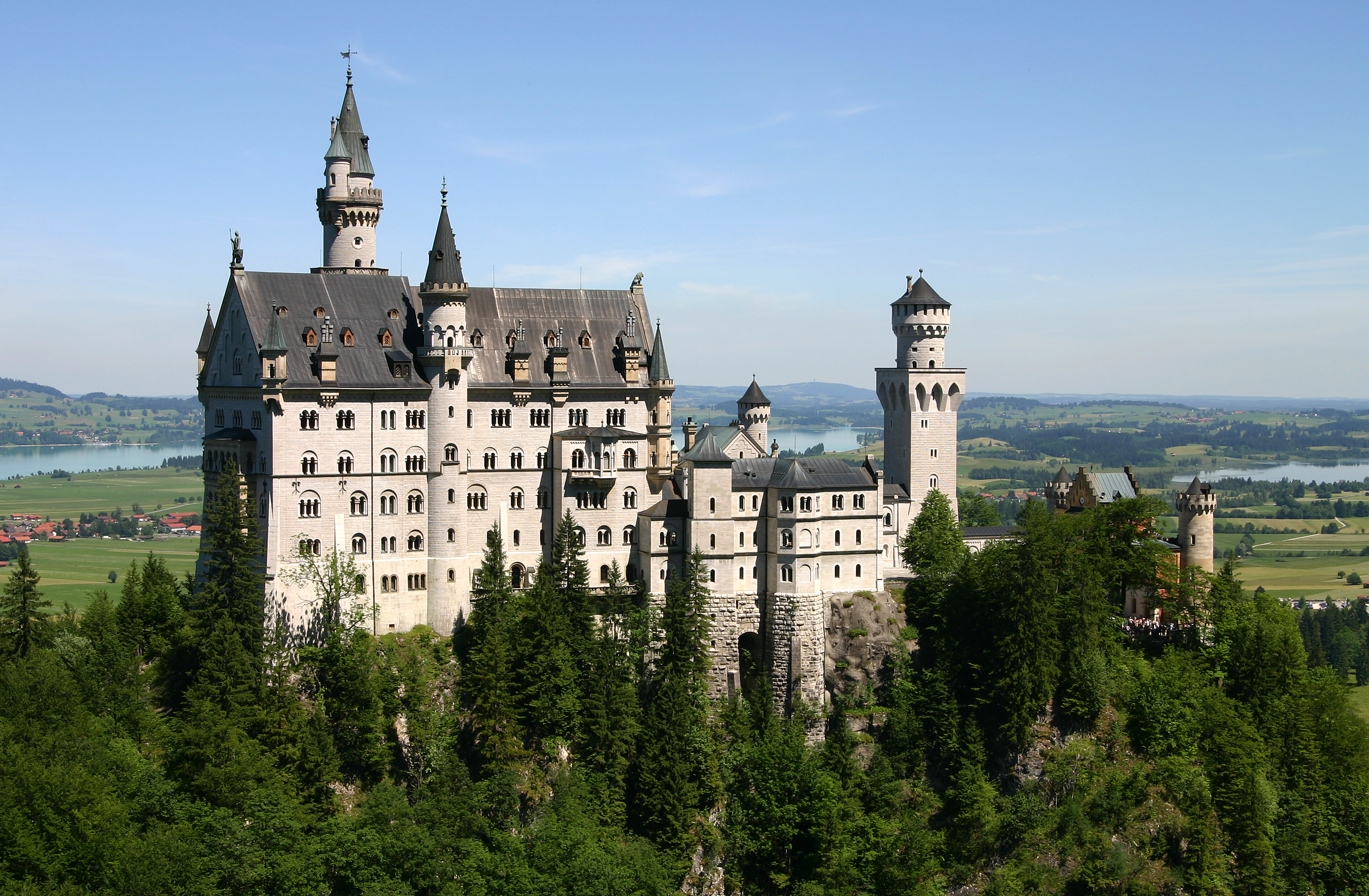
Zamek Neuschwanstein

Allgäu – (wymowa: [ˈalɡɔʏ])  niemiecki region geograficzny w południowo-zachodniej Szwabii, w Bawarii i częściowo Badenii-Wirtembergii. Stolicą regionu jest Kempten (Allgäu). Allgäu często przedstawiany jest na mapie w kształcie liścia chmielu.
W regionie leżą powiaty:
- Badenia-Wirtembergia
  - powiat Ravensburg (częściowo)
- Bawaria
  - Powiat Lindau (Bodensee)
  - Powiat Ostallgäu
  - Powiat Oberallgäu
  - Powiat Unterallgäu

## Większe miasta
- Bad Wörishofen
- Füssen
- Immenstadt im Allgäu
- Isny im Allgäu
- Kaufbeuren
- Kempten (Allgäu)
- Leutkirch im Allgäu
- Lindenberg im Allgäu
- Marktoberdorf
- Memmingen
- Mindelheim
- Ottobeuren
- Sonthofen
- Wangen im Allgäu

## Góry
Na terenie regionu znajdują się góry Alpy Algawskie. Dziesięć najwyższych szczytów to:
- Großer Krottenkopf – 2657 m
- Hohes Licht – 2651 m
- Hochfrottspitze – 2649 m
- Mädelegabel – 2645 m
- Urbeleskarspitze – 2632 m
- Steinschartenkopf – 2615 m
- Bockkarkopf – 2609 m
- Marchspitze – 2609 m
- Bretterspitze – 2608 m
- Biberkopf – 2599 m

## Transport

### Transport drogowy
Transport drogowy jest dobrze rozwinięty. Przez region przebiegają autostrady A7, A96, A980, które współtworzą trasy europejskie E43, E54, E532.
System dróg krajowych obejmuje 11 dróg, łączących ważniejsze miasta i gminy.

### Transport lotniczy
W 2007 uruchomiono port lotniczy Memmingen. W 2014 lotnisko miało 29 połączeń (w tym 3 krajowe), wykonywane przez Intersky, NIKI, Ryanair, Sun Express, Wizz Air i obsłużyło 750 tys. pasażerów.
Najbliższe inne porty lotnicze zlokalizowane są w: Friedrichshafen, Stuttgarcie i Monachium.